# Regierungen der Slowakischen Republik
Hier sind die bisherigen Regierungen der Slowakischen Republik, abgekürzt auch Slowakei, angeführt, beginnend mit 1993 (d. h. nach Erlangung der Unabhängigkeit zum 1. Januar 1993). Frühere historische Regierungen, insbesondere die der Teilrepubliken Slowakische Sozialistische Republik (Teilrepublik der Tschechoslowakischen Sozialistischen Republik) und Slowakische Republik (Teilrepublik der Tschechischen und Slowakischen Föderativen Republik), finden sich im Artikel Regierungen der Tschechoslowakei, wo sich ebenfalls die Regierungen des autonomen bzw. selbständigen Staates aus der Zeit 1938 bis 1945 befinden.

## Regierungen der Slowakischen Republik
- Regierung Vladimír Mečiar II (24. Juni 1992 – 15. März 1994)[Anm. 1]
- Regierung Jozef Moravčík (15. März 1994 – 13. Dezember 1994)
- Regierung Vladimír Mečiar III (13. Dezember 1994 – 30. Oktober 1998)
- Regierung Mikuláš Dzurinda I (30. Oktober 1998 – 15. Oktober 2002)
- Regierung Mikuláš Dzurinda II (16. Oktober 2002 – 4. Juli 2006)
- Regierung Robert Fico I (4. Juli 2006 – 8. Juli 2010)
- Regierung Iveta Radičová (8. Juli 2010 – 4. April 2012)
- Regierung Robert Fico II (4. April 2012 – 23. März 2016)
- Regierung Robert Fico III (23. März 2016 – 22. März 2018)
- Regierung Peter Pellegrini (22. März 2018 – 21. März 2020)
- Regierung Igor Matovič (21. März 2020 – 1. April 2021)
- Regierung Eduard Heger (1. April 2021 – 15. Mai 2023)
- Regierung Ľudovít Ódor (15. Mai 2023 – 25. Oktober 2023)
- Regierung Robert Fico IV (seit dem 25. Oktober 2023)